# کانیکاتی
کانیکاتی (به ایتالیایی: Canicattì) یک کومونه در ایتالیا است که در استان آگریجنتو واقع شده‌است.

## خصوصیات
کانیکاتی ۹۱٫۴ کیلومترمربع مساحت و ۳۴٬۸۱۳ نفر جمعیت دارد و ۴۶۵ متر بالاتر از سطح دریا واقع شده‌است.